# Элоян, Сергей Норикович
Сергей Норикович Элоян (род. 8 октября 1958 года, Нижний Тагил, Свердловская область, РСФСР, СССР) — российский художник, народный художник Российской Федерации (2021).

## Биография
Родился 8 октября 1958 года в Нижнем Тагиле Свердловской области.
В 1978 году — окончил Иркутское училище искусств, специальность «художник-оформитель».
В 1988 году — окончил Красноярский государственный художественный институт, специальность «интерьер и оборудование».
В 1989 году — обучался в Центральной учебно-экспериментальной студии Союза художников СССР (педагог М. А. Коник).
В 2001 году — обучался в Международной летней академии художеств в Зальцбурге (педагоги И. И. Кабаков и Б. Е. Гройс).
С 1989 по 1994 годы — преподавал композицию и мастерство в Иркутском художественном училище.
С 1991 года — член Союза художников России, с 1998 года — член Союза дизайнеров России.
С 1991 по 1994 годы — председатель правления Иркутской организации Союза художников России.
С 1998 года — преподает на кафедре архитектурного проектирования Иркутского государственного технического университета.
Автор учебного пособия «Синтез изобразительных искусств и архитектуры (на примере Князе-Владимирского храма г. Иркутска)», Изд-во ИРНИТУ, 2014 г., 80 с.
Участвовал в росписи главного храма Вооружённых сил Российской Федерации.

## Награды
- Народный художник Российской Федерации (2021)[3]
- Заслуженный художник Российской Федерации (2005)[4]
- Первая премия на конкурсе проектов мемориальной часовни на месте авиакатастрофы в поселке Мамоны
- Вторая премия конкурса проекта памятного знака Иркутска в парке Канадзаве (Япония).